# 米科拉伊夫卡 (莫斯托韋市鎮)
47°23′16″N 30°58′32″E / 47.38778°N 30.97556°E
米科拉伊夫卡（烏克蘭語：Миколаївка），是烏克蘭南部的村落，隸屬尼古拉耶夫州沃茲涅先斯克區的莫斯托韋市鎮。該村面積0.4平方公里，海拔高度84米，2001年人口151，人口密度每平方公里377.5人。